# Максутов, Рахим-Сагиб Гареевич
Рахим-Сагиб Гареевич Максутов (тат.  Рәхим Сәхибгали улы Максутов) (1 мая 1899, Зилим-Караново, Уфимская губерния — 23 ноября 1949, Казань) — советский военачальник, генерал-майор (27.01.1943).

## Биография
Рахим Максутов родился 1 мая 1899 года в деревне Зилим-Караново Кальчир-Табынской волости Стерлитамакского уезда Уфимской губернии, ныне деревня — административный центр Зилимкарановского сельсовета Гафурийского района Республики Башкортостан. Башкир.
В наградных документах Максутов записан как Рахим Сагиб Гареевич (Рахим-Сагиб Гареевич или Рахим-Сахиб-Гареевич), но на надгробном памятнике, установленном в 2017 году, записан как Рахим Сахибгалеевич.

### Военная служба

#### Гражданская война
В апреле 1918 года добровольно вступил в казачий добровольческий отряд Н. Д. Каширина на Восточном фронте и воевал с ним против казаков А. И. Дутова, на реке Белая, под Уфой и на реке Уфимец. С ноября был помощником командира взвода в интернациональном батальоне и в его составе сражался с колчаковскими войсками под Уфой, Челябинском, Курганом, Иркутском и Красноярском. С декабря 1920 года служил помощником командира эскадрона в отряде особого назначения при Иркутской губернской ЧК.

#### Межвоенные годы
В мае 1921 года зачислен курсантом на командные курсы в городе Казани, одновременно там же исполнял обязанности старшины роты.
В мае 1922 года направлен командиром взвода на Туркестанский фронт и участвовал в ликвидации басмачества (крепость Кушка — Бухара), а с декабря продолжил учебу на Казанских курсах. 
С сентября 1923 года по август 1924 года командовал взводом в 1-м стрелковом полку 1-й Казанской стрелковой дивизии Приволжского военного округа, затем вновь продолжил учебу в Объединенной Татаро-Башкирской военной школе им. Татарского ЦИК в городе Казани. После окончания в августе 1925 года оставлен в ней и проходил службу курсовым командиром, помощником командира и командиром роты, командиром батальона. За подготовку курсантов школы в 1932 года был награжден Грамотой ЦИК Татарской ССР, а в 1936 году — орденом Красной Звезды.
Член ВКП(б) с 1927 года.
В апреле 1937 года назначен командиром батальона в 46-й стрелковый полк 16-й стрелковой дивизии им. В. И. Киквидзе Ленинградского военного округа в город Новгород.
С ноября 1937 года по сентябрь 1938 года находился на курсах «Выстрел», затем назначен командиром 108-го стрелкового полка 66-й стрелковой дивизии 1-й Отдельной Краснознаменной армии.

#### Великая Отечественная война
С началом  войны продолжал служить в той же должности на Дальневосточном фронте. С октября 1941 года полковник Максутов командовал 263-й отдельной легкой мотобригадой 59-го стрелкового корпуса этих же армии и фронта, переименованной затем в 42-ю мотострелковую бригаду. С 31 декабря 1942 года вступил в командование 190-й стрелковой дивизией, входившей в 25-ю армию. 
27 января 1943 года присвоено звание генерал-майор.
С 28 марта по 9 июня 1944 года состоял в резерве Ставки ВГК (находился на учебе в Высшей военной академии им. К. Е. Ворошилова), затем был направлен на 3-й Белорусский фронт и со 2 июля допущен к командованию 192-й стрелковой Оршанской Краснознаменной дивизией. До 12 августа она участвовала в Каунасской наступательной операции, затем была выведена в резерв 31-й армии.
С 28 августа по 15 ноября 1944 года генерал-майор Максутов находился по болезни в эвакогоспитале, после выздоровления назначен заместителем командира 159-й стрелковой Витебской Краснознаменной ордена Суворова дивизии 5-й армии 3-го Белорусского фронта. С 10 января 1945 года допущен к временному командованию 184-й стрелковой Духовщинской Краснознаменной дивизией и участвовал с ней в Восточно-Прусской, Инстербургско-Кёнигсбергской наступательных операциях. Приказом по войскам фронта от 6 февраля 1945 года за ликвидацию группировки немцев юго-западнее Кёнигсберга он был награжден орденом Красного Знамени. С возвращением из госпиталя прежнего комдива генерал-майора Б. Б. Городовикова с 25 февраля 1945 года был зачислен в резерв Военного совета фронта, затем с 28 марта допущен к командованию 352-й стрелковой Оршанской Краснознаменной ордена Суворова дивизией. На следующий день ее части вышли на побережье залива Фриш-Гаф, закончив ликвидацию окруженной группировки противника юго-восточнее Кёнигсберга. С 30 марта она вошла в 31-ю армию, затем выведена в резерв Ставки ВГК. К 20 апреля 1945 года дивизия в составе армии была передислоцирована на 1-й Украинский фронт и участвовала затем в Пражской наступательной операции.

#### Послевоенное время
После войны с 28 июня 1945 года  командовал сводной дивизией этой же 31-й армии, после ее расформирования состоял в распоряжении Военного совета округа и ГУК НКО. В октябре назначен заместителем командира 164-й стрелковой Витебской Краснознаменной дивизии Южно-Уральского военного округа, но в должность не вступил, так как находился на лечении. 20 июля 1946 года генерал-майор Максутов уволен в запас.
Вернулся в город Казань Татарской АССР, ныне административный центр Республики Татарстан.
Рахим Сахибгалеевич Максутов умер 23 ноября 1949 года. Похоронен на Арском кладбище города Казани. В 2017 году установлен новый мраморный надгробный памятник.

## Награды
- Орден Ленина, 21 февраля 1945 года[4][5]
- Орден Красного Знамени, дважды: 3 ноября 1944 года[6][5], 6 февраля 1945 года[7])
- Орден Суворова II степени, 29 июня 1945 года[8][9][10][11]
- Орден Красной Звезды, 1936 год[8]
- медали в том числе: 
  - Юбилейная медаль «XX лет Рабоче-Крестьянской Красной Армии», 1938 год[8]
  - Медаль «За победу над Германией в Великой Отечественной войне 1941—1945 гг.», 1945 год
  - Медаль «За взятие Кёнигсберга», 1945 год
  - Медаль «За освобождение Праги», 1945 год